# 2021-es magyar asztalitenisz-bajnokság
A 2021-es magyar asztalitenisz-bajnokság a száznegyedik magyar bajnokság volt. A bajnokságot június 2. és 4. között rendezték meg Gödöllőn. Ebben az évben vegyes párosban nem volt bajnokság.

## Eredmények
| Versenyszám  | Arany                                                        | Arany | Ezüst                                                             | Ezüst | Bronz | Bronz |
| ------------ | ------------------------------------------------------------ | ----- | ----------------------------------------------------------------- | ----- | --- | ----- |
| Férfi egyéni | Lakatos Tamás Amiens STT                                     |       | Szudi Ádám SPG Wels                                               |       | Kishegyi Ákos Városi SE DunakesziTimafalvi Gergõ Egri AK                                                    |       |
| Női egyéni   | Imre Leila Budapesti Erdért SE                               |       | Póta Georgina Budaörsi SC                                         |       | Ambrus Krisztina Budapesti Erdért SEMadarász Dóra CP Lys-lez-Lannoy                                         |       |
| Férfi páros  | Terék Norbert, Vitsek Iván BVSC-Zugló, Szegedi AC            |       | Kishegyi Ákos, Ócsai Máté Városi SE Dunakeszi, Ceglédi VSE        |       | Huzsvár Erik, Szántosi Dávid KSI SE, Szarvasi Körös ASELakatos Tamás, Juhász Patrik Amiens STT , BAAC Baden |       |
| Női páros    | Madarász Dóra, Fazekas Mária CP Lys-lez-Lannoy , Budaörsi SC |       | Fehér Orsolya, Harasztovich Fanni TSV Schwabhausen , Szekszárd AC |       | Imre Leila, Ambrus Krisztina Budapesti Erdért SEDari Helga, Fejõs Anna Budaörsi SC, Statisztika Petőfi SC   |       |